# Louis Pierre-Alype
Louis Alype dit Louis Pierre-Alype, né le 24 février 1846 à Saint-André et mort le 10 février 1906 à Marseille, a été député des Établissements français de l'Inde de 1881 à 1898.

## Biographie
Né sur l'île de La Réunion en 1846, il fait partie du cabinet de Gambetta durant la guerre de 1870.
Pressenti par Chamenougan, l'homme-fort de l'appareil politique de Pondichéry, pour être candidat de l'Inde française aux élections législatives, Il est élu député de l'Inde française le 25 septembre 1881, puis réélu le 11 octobre 1885, le 22 septembre 1889 et le 20 août 1893 à l'issue de scrutins fictifs. Conformément aux engagements qu'il avait pris pour être choisi candidat, il ne se rendit jamais dans sa circonscription et exécuta toutes les instructions reçues de Chamenougan. Pierre-Alype s'étant compromis dans plusieurs scandales, Chamenougan lui retire son soutien aux élections de 1898 et fait élire Louis Henrique-Duluc par 31 775 voix, le député sortant n'obtenant que 9 voix,.
Durant tous ses mandats, il siège dans les rangs de la gauche radicale.
Il meurt à Marseille en 1906 en se rendant à La Réunion pour se présenter à une élection sénatoriale.

## Publications
- La détaxe de distance et le projet de loi du Gouvernement sur les sucres (1880)
- La sucrerie coloniale devant les Chambres (1881)
- La vérité au peuple de Martinique (1879)
- Nouvelles vérités (1879)